# Gemensamhetstunnel
En gemensamhetstunnel, också kallad försörjningstunnel eller ledningstunnel, är en särskild typ av samhällsviktig tunnel som finns i vissa större städer. I Sverige gäller det i första hand Stockholm och Göteborg.

## Beskrivning
I tunnlarna finns viktig infrastruktur såsom elkablar, fjärrvärmerör, fiber och ibland vatten- och avloppsledningar eller naturgasledningar. Under Storstockholm finns runt 350 kilometer sådana tunnlar. Motsvarande siffra för Göteborg är runt 140 kilometer. Tunnlarna ägs och förvaltas av de som brukar dem. Det innebär bl.a. TeliaSonera, Stockholm Exergi och Göteborg Energi samt Stockholm Vatten i Stockholm och Kretslopp och vatten i Göteborg. Gemensamhetstunnlar är ofta skyddsobjekt enligt skyddslagen. Tunnlarna kan vara körbara med bil och upplysta med lampor. I tanken vid byggandet låg inte bara effektivt samutnyttjande utan också önskemålet om att säkra denna infrastruktur, även i ett krigsperspektiv. En av de lägst belägna tunnelsträckorna är passagen av Göta älv i Göteborg, där den s.k. Shelltunneln passerar 140 meter under vattenytan, en bit väster om Älvsborgsbron. Det kan i gemensamhetstunnlarna finnas passager och borrhål till andra tunnlar, t.ex. till spillvattentunnlar där det rinner avloppsvatten och till dagvattentunnlar där det rinner regnvatten.
De flesta gemensamhetstunnlar började byggas i Sverige på 1960-talet, bl.a. i miljonprogrammets bostadsområden. Televerket (nuvarande Telia) var en drivande aktör. Efter 1980-talet har den höga anläggningskostnaden inte motiverat några större utbyggnader. Det finns dock planer på nya tunnelsträckor, till exempel Svenska kraftnäts planerade tunnel mellan Danderyd och Södermalm i Stockholm, som är en del i elförsörjningsprojektet Stockholms ström. Byggstart är planerad till 2019 och arbetet beräknas pågå under fem år. Tunnelns längd kommer vara ca 13,5 km. Den ska innehålla högspänningskablar, 400 kV växelström.
Konsekvenserna av t.ex. en brand i en tunnel kan bli stora och slå ut viktig infrastruktur, vilket visade sig den 24 september 2013 då en brand inträffade i en av Fortums tunnlar under Vasastan i Stockholm. Ett avbrott inträffade i fiberkablar och kopparkablar vilket påverkade telefoni-, TV- och bredbandstjänster samt basstationer för GSM i flera veckor.
Den s.k. Tunnelgruppen i Göteborg har möten var tredje månad sedan starten 1974. I Tunnelgruppen ingår förutom TeliaSonera, Göteborg Energi och Kretslopp och vatten även Gryaab, som äger spillvattentunnlar till Ryaverket på Hisingen i Göteborg. Gruppen samarbetar med Räddningstjänsten, Säpo, Försvarsmakten och civilförsvaret. Hela Tunnelgruppen måste vara enig innan utomstående kan släppas ner i tunnlarna, för t.ex. studiebesök. Gruppen har arbetat med att öka säkerheten och för att förhindra intrång och sabotage på senare år. Vissa personer tävlar om att ta sig in i de tunnlar och anläggningar som gruppen har ansvar för.
Stockholms hemliga tunnelbana är en skämtsam beteckning på några av tunnelsträckorna i Stockholm.

## Bilder

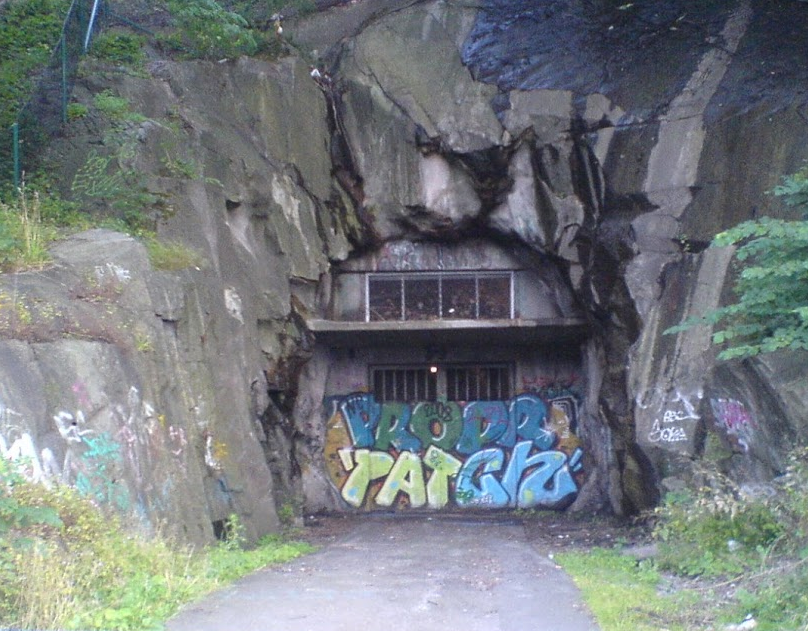
Tunnelingång.
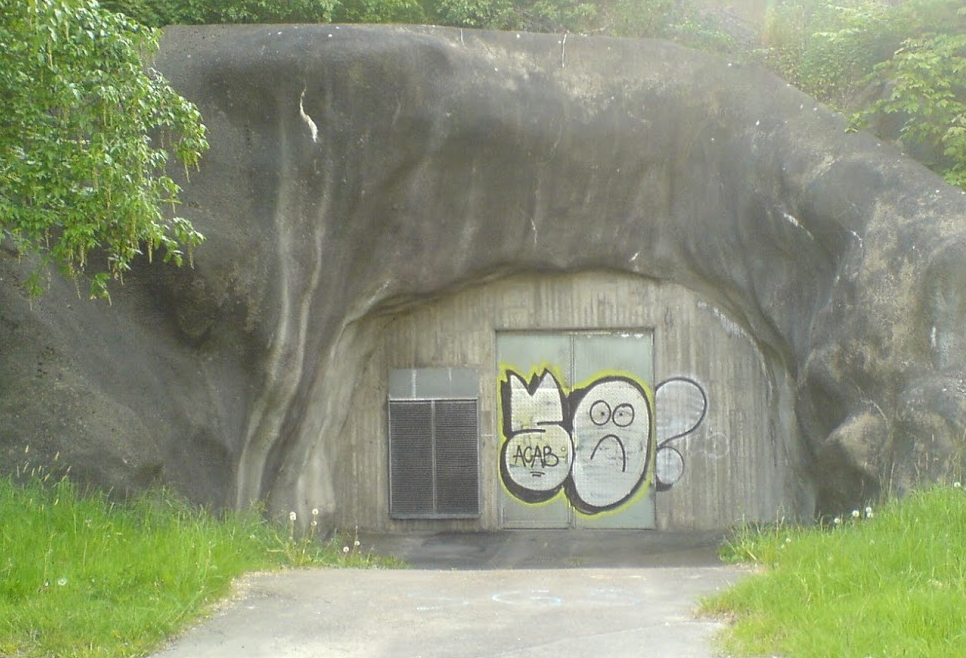
En annan tunnelingång.
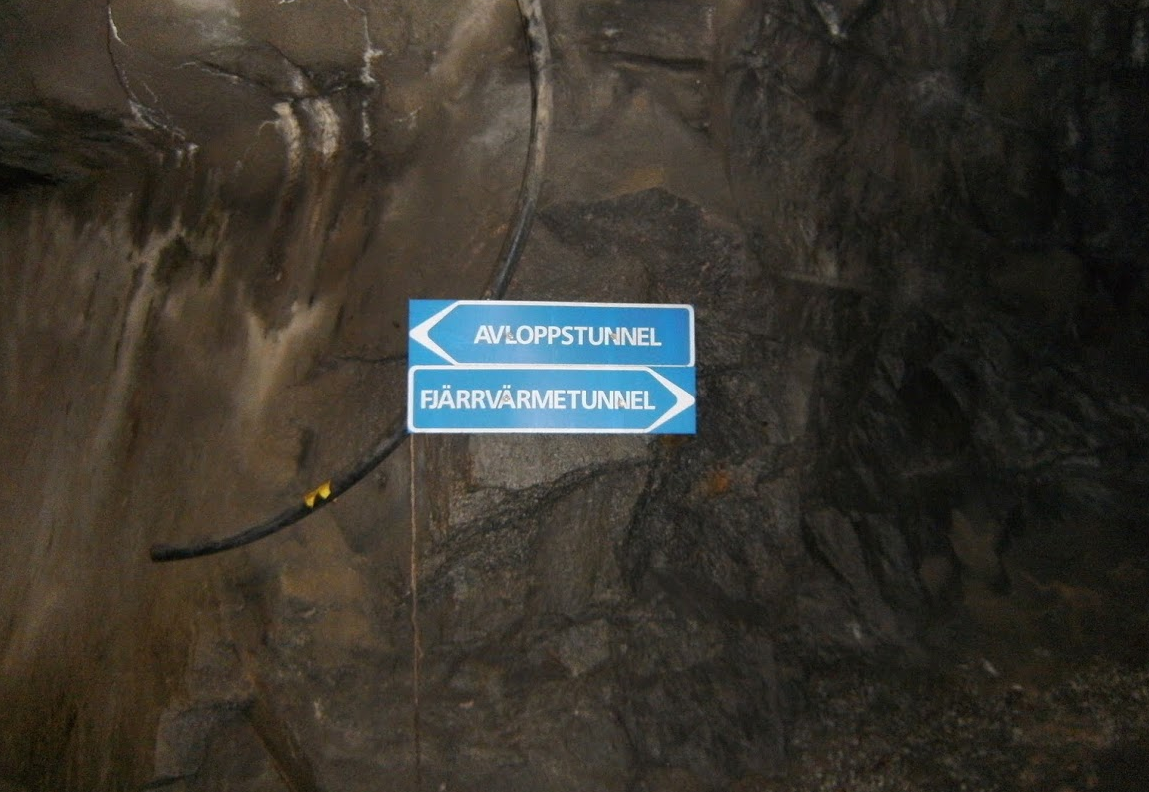
Tunnelkorsning.
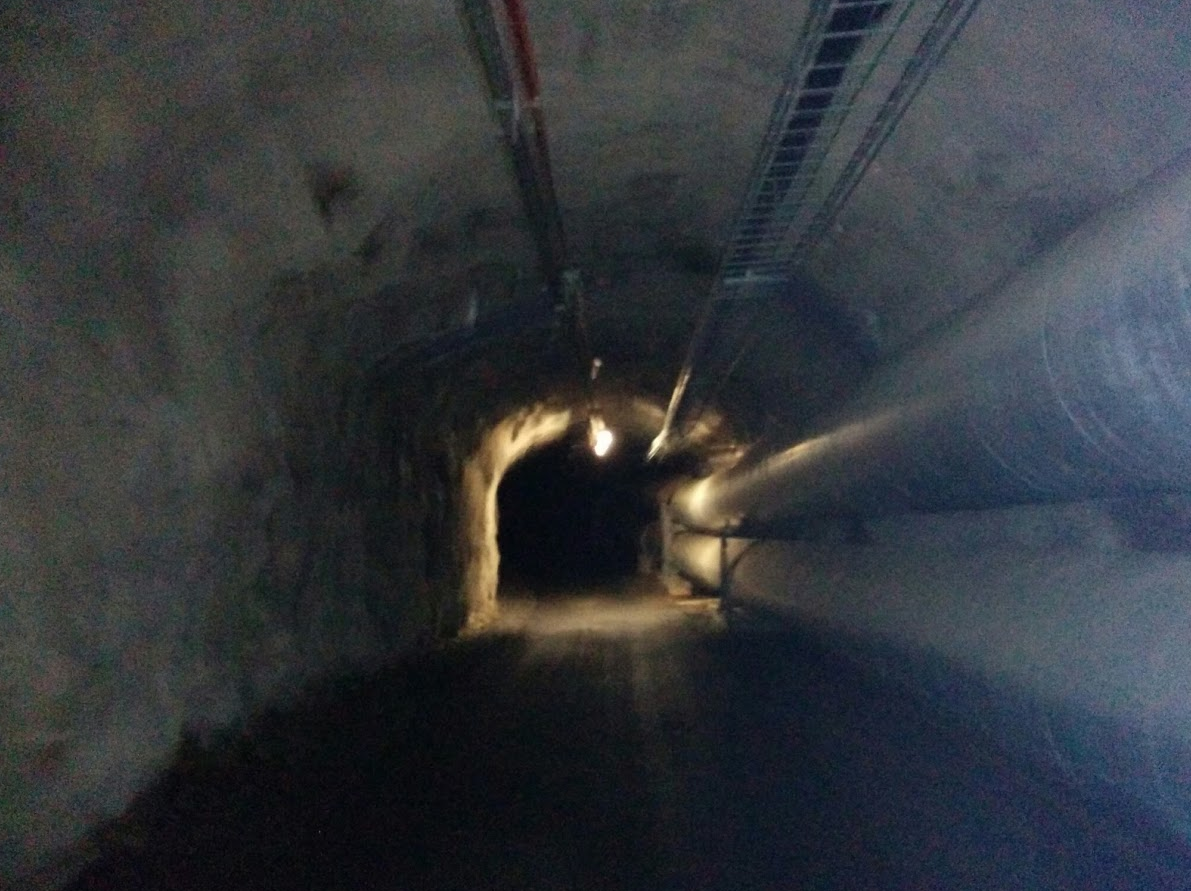
Tunnelsträcka.
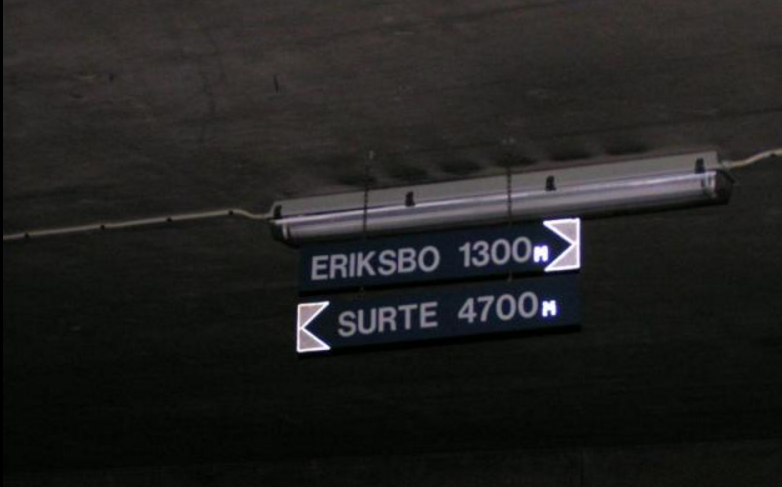
Vägvisare.